# Hurnet Dekkers
Hurnet Dekkers (Rossum, 8 maggio 1974) è un'ex canottiera olandese, vincitrice della medaglia di bronzo olimpica nell'otto a Atene 2004.
L'anno seguente, sempre nell'otto, ha vinto il bronzo ai mondiali di Kaizu.

## Palmarès
- Giochi olimpici

Atene 2004: bronzo nell'otto.
- Campionati del mondo di canottaggio

Kaizu 2005: bronzo nell'otto.